# Los verdugos voluntarios de Hitler
Los verdugos voluntarios de Hitler (1996) es un libro del escritor estadounidense Daniel Goldhagen que propone que los alemanes comunes no solo sabían, sino también apoyaron el Holocausto debido a un "antisemitismo eliminacionista" único y virulento en la identidad alemana, el cual se había desarrollado en los siglos previos. Goldhagen afirma que esta mentalidad especial surgió a partir de actitudes medievales de una base religiosa, pero finalmente fue secularizada.
Esta obra despertó controversia y debate en Alemania y Estados Unidos. Algunos historiadores han caracterizado su recepción como una extensión de la Historikerstreit, el debate historiográfico alemán de los años 1980 que buscaba explicar la historia nazi. El libro se convirtió en un "fenómeno editorial" y alcanzó fama tanto en Estados como en Alemania, a pesar de su recepción mordaz entre los historiadores, quienes lo condenaron como ahistórico y, según palabras del historiador del Holocausto Raul Hilberg, "totalmente errado sobre todo" y "sin valor".
El libro, que comenzó como una tesis doctoral de Harvard, fue escrito en gran medida como respuesta a una publicación de Christopher Browning. En 1994, ganó el Premio Gabriel A. Almond en política comparada por la Asociación estadounidense de ciencia política y el Premio Democracia del Journal for German and International Politics. Esta revista sostuvo que el debate promovido por el libro de Goldhagen ayudó a perfeccionar la comprensión del público sobre el pasado durante un período de cambio radical en Alemania.